# AMC Networks International
AMC Networks International (dawniej Chellomedia) – spółka działająca w branży mediowej, zanim została zakupiona przez amerykańską korporację mediową AMC Networks, była europejską częścią koncernu Liberty Global – właściciela m.in. sieci kablowych skupionych pod marką UPC. Poprzez sieć podmiotów zależnych jest nadawcą ponad 40 telewizyjnych kanałów tematycznych, a także działa na rynku reklamowym. Siedziba spółki mieści się w Londynie.
Podmioty zależne AMC Networks International:
- AMC Networks International – Zone (EMEA) (dawniej Chello Zone)
- AMC Networks International Central Europe
- AMC Networks International Benelux (dawniej Chello Benelux)
- AMC Networks International Iberia (dawniej Chello Multicanal)
- Atmedia
- DMC (dawniej Chello DMC)
- Chello On Demand
- BTI Studios

## AMC Networks International Central Europe
AMC Networks International Central Europe (dawniej Chello Central Europe) jest spółką zależną AMC Networks International, nadawcą kanałów skierowanych na rynki środkowoeuropejskie. Swoją główną siedzibę posiada w Budapeszcie, biuro spółki działa także w Warszawie. Produkowane przez Chello Central Europe kanały obecne są w Polsce, Czechach, na Słowacji, Węgrzech, w Rumunii, Słowenii, Serbii, Chorwacji, Czarnogórze, Bośni i Hercegowinie, Macedonii oraz Albanii.
Kanały nadawane przez AMC Networks International Central Europe (pogrubioną czcionką wyszczególniono kanały nadawane w języku polskim):
- CBS Europa
- Film Cafe (dawniej Zone Romantica)
- Film Mania
- Minimax
- TV Paprika
- Spektrum
- Spektrum Home
- Sport 1
- Sport 2

## AMC Networks International – Zone
AMC Networks International – Zone (dawniej Chello Zone) to brytyjska spółka mediowa założona w 1991 roku, mająca swoją siedzibę w Londynie. Do 26 czerwca 2006 działała pod nazwą Zone Vision, następnie do października 2007 jako Zonemedia. Jest nadawcą kanałów tematycznych skierowanych na rynek brytyjski, a także kilku o zasięgu międzynarodowym.
Kanały produkowane przez AMC Networks International – Zone (pogrubionką czcionką wymieniono kanały nadawane również w języku polskim):
- AMC (dawniej MGM HD)

- CBS Action (oprócz wersji polskiej, dawniej Zone Thriller)
- CBS Drama (oprócz wersji polskiej, dawniej Zone Romantica)
- CBS Reality (dawniej Zone Reality)
- Horror Channel (dawniej Zone Horror)
- Fine Living (dawniej Zone Club)
- Extreme Sports Channel
- Outdoor Channel
- JimJam (w Polsce jako Polsat JimJam, w kooperacji z Polsatem)